# Ортофосфат натрия
Ортофосфа́т на́трия (на́трий фосфорноки́слый (трёхзамещённый), трина́трийфосфа́т; химическая формула — Na3PO4) — одна из трёх натриевых солей ортофосфорной кислоты.
При обычных условиях ортофосфат натрия представляет собой додекагидрат Na3PO4 · 12H2O.
В лаборатории и в промышленности соединение получают в две стадии.
Находит широкое применение в пищевой промышленности, а также при добыче нефти. 

## Идентификация
Ион натрия в водном растворе можно обнаружить, используя AA или ICP методы, в то время как фосфат-ион — колориметрическими методами или ионной хроматографией.

## Физические свойства
Ортофосфат натрия представляет собой кристаллы без цвета, разрушающиеся при воздействии сухого воздуха.
Термодинамические свойства ортофосфата натрия и его додекагидрата при температуре 298,15 К (25 °C) и давлении 100 кПа (если не указано иное) представлены в Таблице 1. Физические характеристики растворов ортофосфата натрия при 20 °C — плотность (ρ), показатель преломления (n) и абсолютная (динамическая) вязкость (η) — представлены в зависимости от массовой доли (w), моляльности (m) и молярности (c) в Таблице 2.
| Характеристика                            | Na3PO4 | Na3PO4 · 12H2O | Источник |
| ----------------------------------------- | ------ | -------------- | -------- |
| Энтальпия образования ΔfH°, кДж/моль      | −1917  | −5480          | [ 2 ]    |
| Стандартная энергия Гиббса ΔfG°, кДж/моль | −1789  | −4662          | [ 2 ]    |
| Стандартная энтропия S°, Дж/(моль · K)    | 174    | 660            | [ 2 ]    |
| Изобарная теплоемкость C°p, Дж/(моль · K) | 153,5  | 665            | [ 9 ]    |

| w, % | m, моль/кг | c, моль/л | ρ, г/см³ | n      | η     |
| ---- | ---------- | --------- | -------- | ------ | ----- |
| 0,5  | 0,031      | 0,031     | 1,0042   | 1,3343 | 1,033 |
| 1,0  | 0,062      | 0,062     | 1,0100   | 1,3356 | 1,064 |
| 1,5  | 0,093      | 0,093     | 1,0158   | 1,3369 | 1,094 |
| 2,0  | 0,124      | 0,125     | 1,0216   | 1,3381 | 1,126 |
| 2,5  | 0,156      | 0,157     | 1,0275   | 1,3394 | 1,161 |
| 3,0  | 0,189      | 0,189     | 1,0335   | 1,3406 | 1,198 |
| 3,5  | 0,221      | 0,222     | 1,0395   | 1,3419 | 1,238 |
| 4,0  | 0,254      | 0,255     | 1,0456   | 1,3432 | 1,281 |
| 4,5  | 0,287      | 0,289     | 1,0517   | 1,3444 | 1,327 |
| 5,0  | 0,321      | 0,323     | 1,0579   | 1,3457 | 1,375 |
| 5,5  | 0,355      | 0,357     | 1,0642   | 1,3470 | 1,426 |
| 6,0  | 0,389      | 0,392     | 1,0705   | 1,3482 | 1,480 |
| 6,5  | 0,424      | 0,427     | 1,0768   | 1,3495 | 1,538 |
| 7,0  | 0,459      | 0,462     | 1,0832   | 1,3507 | 1,598 |
| 7,5  | 0,495      | 0,498     | 1,0896   | 1,3519 | 1,662 |
| 8,0  | 0,530      | 0,535     | 1,0961   | 1,3532 | 1,729 |

## Химические свойства
Соединение хорошо растворяется в воде (кроме пластовой минерализованной ), но плохо в спирте и сероуглероде.
В растворе соль имеет сильнощелочную (pH = 12,8) реакцию вследствие гидролиза: 
{\displaystyle {\ce {Na3PO4 + H2O <=> Na2HPO4 + NaOH}}}
Трёхзамещённый ортофосфат натрия обычно кристаллизуется из водных растворов в виде додекагидрата. Однако присутствие гидроксида натрия, способного встраиваться в кристаллическую решётку, оказывает влияние на состав кристаллогидрата: в зависимости от условий, формируются соединения состава от Na3PO4 · 0,3NaOH до Na3PO4 · 0,25NaOH (Monzel, 1937). При нахождении в  растворах различной температуры соль выделяет NaOH и образует гидраты постоянного состава — Na3PO4 · 6H2O (70 °C) и Na3PO4 · ½H2O (100 °C). 

## Получение

### В лаборатории
Додекагидрат тринатрийортофосфата, как и другие его кристаллогидратные формы, может быть нейтрализацией ортофосфорной кислоты (или дигидрофосфата натрия) раствором гидроксида или карбоната натрия. В ходе реакции к ортофосфорной кислоте при взбалтывании приливают карбонат натрия до достижения слабощелочной реакции среды, после чего вводят избыток раствора гидроксида натрия. В результате образуется сильнощелочной раствор тринатрийфосфата:
{\displaystyle {\ce {H3PO4 + 3NaOH -> Na3PO4 + 3H2O}}}
Раствор доводят до кипения, фильтруют и упаривают до начала кристаллизации. Образовавшиеся кристаллы отделяют от раствора и высушивают при комнатной температуре.
Условия фильтрации и сушки позволяют получить различные гидратные формы соединения. Так, полугидрат (Na3PO4 · 0,5H2O) образуется при фильтрации через воронку Бюхнера и сушке при температуре 121 °C. Кристаллизация при температуре около 86 °C способствует образованию гексагидрата (Na3PO4 · 6H2O). Для получения восьмигидрата (Na3PO4 · 8H2O) применяют раствор с точно заданным содержанием воды; его подвергают интенсивному перемешиванию, охлаждают до полной кристаллизации, после чего полученное вещество сушат на воздухе.

### В промышленности

1, 3 — реакторы; 2 — фильтр-пресс; 4 — фильтр; 5 — кристаллизатор; 6 — центрифуга; 7 — барабанная сушилка

Промышленное получение додекагидрата тринатрийфосфата осуществляется путём нейтрализации 45%-ой фосфорной кислоты (по содержанию оксида фосфора(V)). Процесс проходит в два этапа: 
{\displaystyle {\ce {H3PO4 + Na2CO3 -> Na2HPO4 + CO2 + H2O}}}
{\displaystyle {\ce {Na2HPO4 + NaOH -> Na3PO4 + H2O}}}
Технология процесса

Раствор карбоната натрия подаётся в реактор 1, снабжённый мешалкой и наружным обогревом, совместно с оборотным раствором, оставшимся после обезвоживания соли. Нейтрализация фосфорной кислоты проводится при температуре кипения. Образовавшиеся примеси удаляются на фильтр-прессе 2. Затем очищенный раствор поступает в реактор 3, где его обрабатывают концентрированным раствором гидроксида натрия. Полученное вещество направляют на повторную фильтрацию 4 и затем — в кристаллизаторы 5. При охлаждении выпадает основная масса продукта в виде додекагидрата. Кристаллы отделяются на центрифуге 6: маточные растворы возвращаются в реактор 1, а влажные кристаллы направляются в барабанную сушилку 7 для охлаждения и последующей упаковки. 

## Применение
Na3PO4 используется в составе моющих средств, а также в качестве компонента электролитов при производстве бутадиен-стирольных каучуков. Он применяется также при очистке металлов, в составах фотографических проявителей, средствах для удаления красок, при дублении кожи, производстве бумаги и осветлении сахара.
Тринатрийфосфат эффективно смягчает воду, особенно в котлах высокого давления. Растворы этого соединения обладают хорошими смачивающими свойствами и низким межфазным натяжением с нефтью (3—5 мН/м). Благодаря высокому нефтевытесняющему эффекту, при взаимодействии с минерализованной пластовой водой они образуют высокодисперсную фазу с кристаллическими ортофосфатами кальция и магния, блокируя обводнённые каналы в пласте, в которые закачиваются.
В пищевой промышленности Na3PO4, наряду с другими ортофосфатами натрия, используется в качестве регулятора кислотности, эмульгатора, текстуранта, влагоудерживающего агента, стабилизатора и комплексообразователя.